# Aron Pirak
Aron Pirak is een bestuurslaag in het regentschap Aceh Utara van de provincie Atjeh, Indonesië. Aron Pirak telt 474 inwoners (volkstelling 2010).